# Bretton Woods-i konferencia

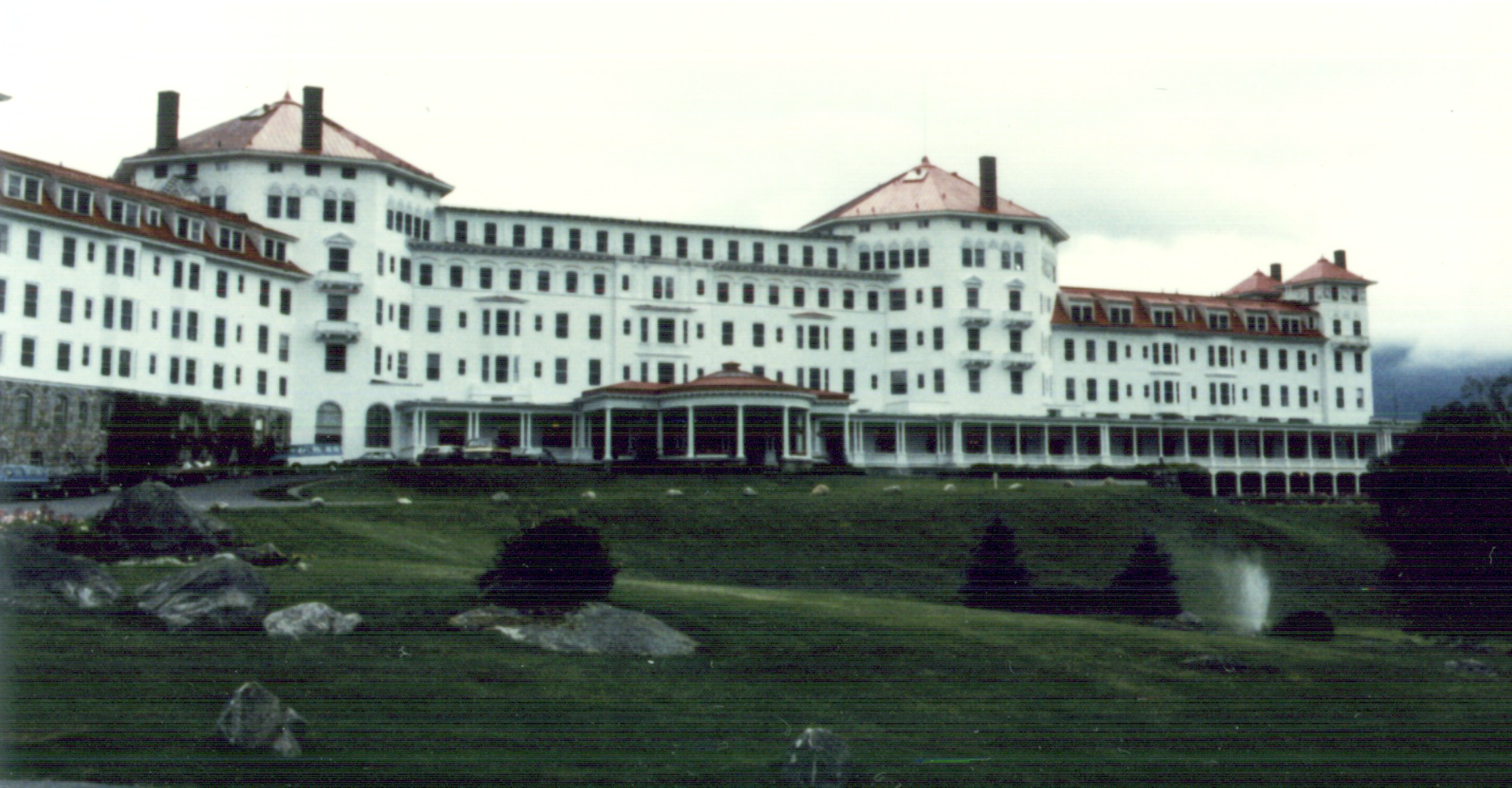
A Mount Washington Hotel, a konferencia színhelye

Az Egyesült Nemzetek 1944-es Monetáris és Finanszírozási Konferenciája, azaz a Bretton Woods-i konferencia a második világháború végén került megrendezésre. Az itt megkötött egyezmények alapján jött létre a Nemzetközi Újjáépítési és Fejlesztési Bank, az Általános Vám- és Kereskedelmi Egyezmény (GATT, ma működő jogutódja a Kereskedelmi Világszervezet (WTO)), valamint a Nemzetközi Valutaalap. A Világbank néven ismert intézmény egyik fő oszlopa az IBRD.

## Áttekintés

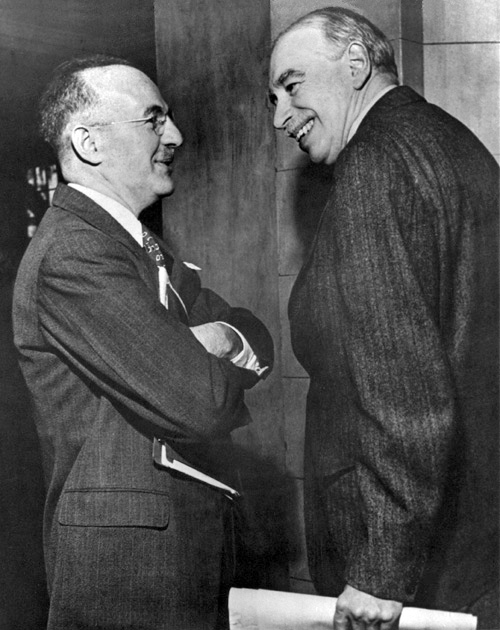
Harry Dexter White az amerikai, és John Maynard Keynes a brit pénzügyminisztérium képviselője

A konferencia 1944. július 1-jétől július 22-éig tartott a New Hampshire-beli Bretton Woodsban. A vezető szerep az USA és Nagy-Britannia küldöttségeinek jutott.

## Javaslatok és célok
Az itt meghozott döntések 1959-től lettek igazán hatályosak, miután az európai valuták konvertibilisek lettek. 
A Bretton Woods-i rendszerben az IMF egy állandó nemzetközi szervezet szerepét kapta. Feladata az volt, hogy szabályozza a valuták közti átváltási arányokat, és adott esetben segítséget nyújtson a fizetési nehézségekkel küzdő országoknak. Az egyezmények július 22-én keltezett összefoglalója szerint:
„A nemzeteknek tárgyalniuk és egyetértésre kell jutniuk a nemzetközi monetáris változásokkal kapcsolatban, melyek mindannyiukat érintik. A világ jólétére ártalmas gyakorlatokkal szakítaniuk kell, és segíteniük kell egymást abban, hogy átlendüljenek a rövidtávú nehézségeken".
Az IBRD-t (a Világbank részeként) a háború utáni újjáépítés segítésére hozták létre: feladata hosszú távú kölcsönök nyújtása volt, valamint hogy ezek által is elősegítsék a politikai helyzet és a béke stabilizálódását, a legszegényebb országok fejlesztését.
E két szervezet 1946 után lett működőképes. Létrehozásuk a világgazdaság újjáépítése felé tett jelentős lépésnek minősíthető, még akkor is, ha eleinte nem tudták kellőképpen ellátni feladatukat.
A konferencián határozták el a Nemzetközi Kereskedelmi Szervezet (ITO) létrehozását. Ennek dolga a korrekt nemzetközi kereskedelem szabályainak lefektetése lett volna, azonban több konferencia összehívása után sem tudták létrehozni. Ehelyett jött létre a korlátozottabb jogkörű GATT (1947, Genf). Az egyezményt aláíró államok kötelezték magukat arra, hogy a legnagyobb kereskedelmi kedvezményt rögzítő megállapodások érvényét kiterjesztik más országokra is, hogy csökkentik a vámokat, nem alkalmaznak kvótákat, a meglévő korlátokat eltörlik, és további – a jelentősebb változásokat megelőző – egyeztetésekre kötelezik magukat. Az említett kikötéseket sem mindig tartották be, ráadásul ezek az eredetileg tervezett ITO-ban foglaltaknál jóval lazábbak voltak.
A GATT utódaként 1994-ben jött létre a Kereskedelmi Világszervezet (WTO).

## Ösztökélés a piacok megnyitására
A Bretton Woods-i konferencia ötlete a nyitott piacok eszméjéből eredt. Henry Morgenthau a konferencián búcsúzóul elhangzott beszédében kifejtette, hogy a Világbank és a Nemzetközi Valutaalap létrehozása a gazdasági nacionalizmus végét jelenti. Ez azt jelentette, hogy az országok továbbra is érdekeik szerint cselekszenek, ám kereskedelmi akadályok és a befolyásolás gazdasági eszközei nélkül.
A konferencia mögött meghúzódó másik elképzelés pedig a nyugati gazdasági és politikai rend együttes kezelése volt. Eszerint a legfejlettebb ipari és demokratikus országoknak csökkenteniük kell a kereskedelem útjában álló akadályokat és elő kell segíteniük a szabad tőkeáramlást.